# André Neves
André da Silva Graça Arroja Neves (Lisbona, 1975) è un matematico portoghese, attivo principalmente nello studio della geometria differenziale e delle equazioni differenziali alle derivate parziali. Nel 2012 ha dimostrato la congettura di Willmore in collaborazione con Fernando Codá Marques. Attualmente è professore all'Università di Chicago.